# ハリー・ダイヤモンド
ハリー・ダイヤモンド（Harry Diamond、1900年2月12日 - 1948年6月21日）は、アメリカ合衆国の電波応用技術開発の先駆者、発明家である。
後に陸軍研究所（ARL）の一部となるハリー・ダイヤモンド研究所の名称は彼の名前に因んでいる。

## 生いたち
ダイヤモンドはミンスクのユダヤ教徒で仕立て屋の家に生まれた。1908年に家族で米国に移住し、マサチューセッツ州クインシーで育つ。1918年10月14日にアメリカ陸軍に入隊し、1918年12月9日に名誉除隊となる。1922年、マサチューセッツ工科大学で電気工学の学位を取得して卒業した。
ダイヤモンドはゼネラル・エレクトリック社に 18 か月間勤務したのち1925年に電気工学の修士号を取得し、リーハイ大学で4年間電気工学の教官を務めた。

## 国立標準局勤務
1927年、国立標準局（NBS、現在のアメリカ国立標準技術研究所）に入局。ダイヤモンドは商務省に新設された航空商務局の研究開発業務を指揮した。 2年以内に無線ビーコンシステムを開発し、初の「ブラインド」航空機着陸を可能にした 。ダイヤモンドと彼のチームは、飛行中に常にコースを維持し自分のおよその位置を把握できる初の視覚型無線ビーコンシステムを作った。このシステムは、飛行中のパイロットが常にコースを確認し、おおよその位置を把握できるようにするもので、コースを飛行する何機もの飛行機に対して指示することができ、各機は受信セットだけを携帯すればよく、他に特別な装備は一切必要ないというものであった。パイロットはハンズフリーで、イヤホンも必要なく、コース逸脱の振幅に関する必要な情報を得ることができる。これは、コース外れの状態をパイロットに警告する振動リードインジケータの開発によって達成された。

## 近接信管の開発
ダイヤモンドはエレクトロニクス部門の責任者となり、国立標準局を近接信管の開発プログラムに参加させ、局の仕事のこの段階に対して責任を与えられた。プログラム開始から約4カ月で、ダイヤモンドのグループは、バージニア州ダールグレンの海軍試験場で投下された爆弾で決定的なテストを行い、無線近接信管を実現できることを確認した。第二次世界大戦中、このグループは国防研究委員会第4部の中央研究所として活動し、ダイヤモンドはその中心となった。近接信管の基本技術の多くは、彼の指導のもとに開発されたものである。

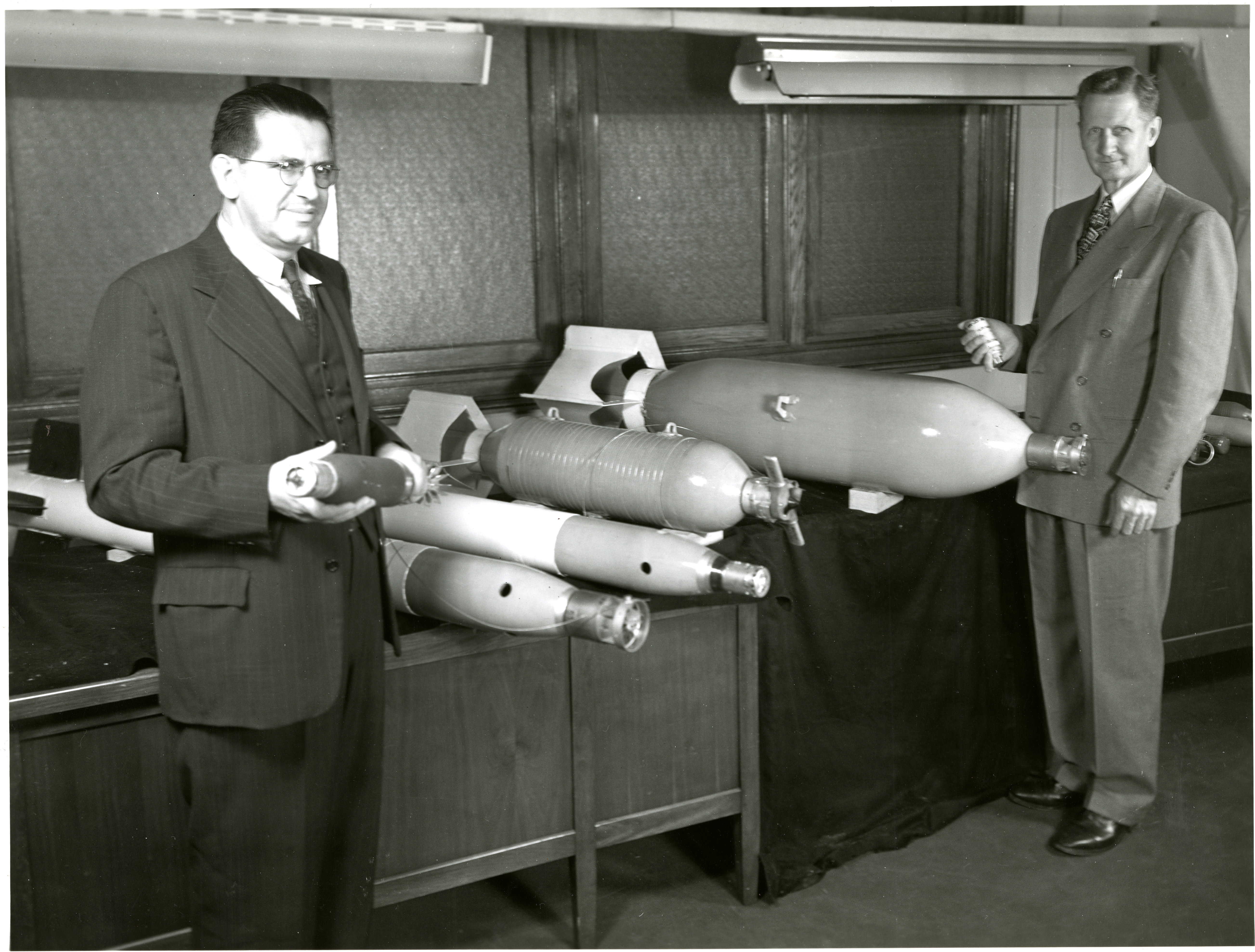
開発した近接信管のそばに立つハリー・ダイヤモンド

その後、兵器開発部門の責任者として、爆弾、ロケット弾、迫撃砲などの非回転弾の近接信管の開発監督を任されることになった。飛行機の近くや地表の標的の上空で爆発させる信管があれば、殺傷能力が高まることが計算されていた。
ダイヤモンドは、エレクトロニクス分野の膨大な知識により、近接信管の基本概念と設計に大きく貢献し、エレクトロニクス関連の発明で16件の特許を取得している。1953年に国立標準局から陸軍に移管された兵器開発部門は、ダイヤモンドに敬意を表し、ダイヤモンド兵器信管研究所と名づけられ、その後、ハリー・ダイヤモンド研究所と改名され。後に陸軍省は、発明者ハリー・ダイヤモンドの近接信管を軍事的重要性において「第二次世界大戦の傑出した科学開発の一つ...原子爆弾に次ぐ」と評した。

## 私生活
ダイヤモンドの娘ゼルダ・フィチャンドラーは、1950年に夫のトーマス・C・フィチャンドラーと共同でワシントンD.C.にアリーナ・ステージを設立した。

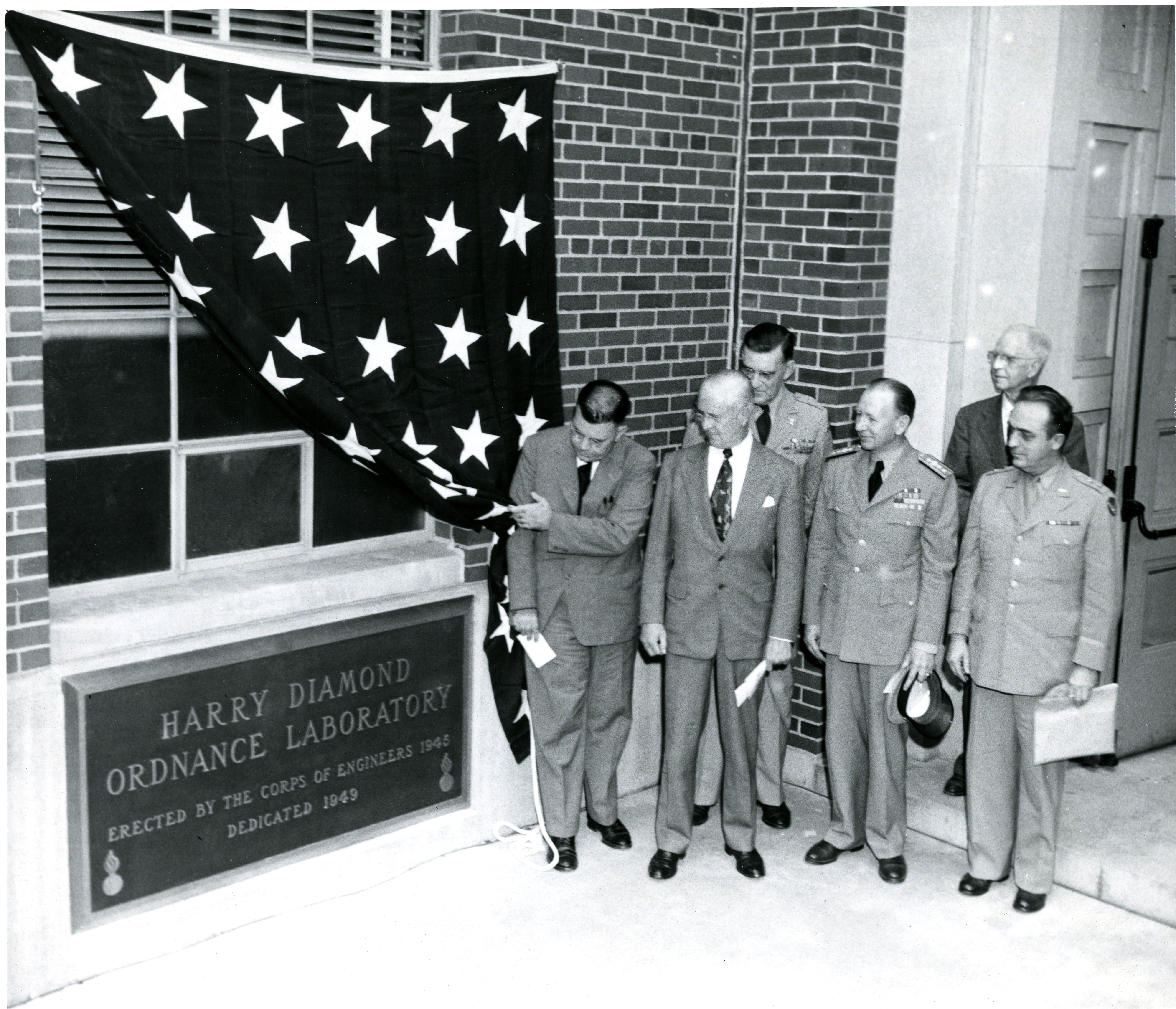
「ハリー・ダイヤモンド研究所、1945年にエンジニアの部隊によって設立」と書かれた礎石銘板

ダイヤモンドは1948年6月21日に亡くなり、6月22日にアーリントン国立墓地に埋葬された。